# Гачечиладзе, Георгий (политик)
Георгий Гачечиладзе (груз. გიორგი გაჩეჩილაძე, род. 24 июня 1954, Тбилиси, Грузинская ССР) — грузинский государственный и политический деятель. Депутат парламента Грузии I, V и VI созывов (1995-1999, с 2012 по 2020 годы). Доктор географических наук. Генеральный секретарь партии зеленых Грузии (с 2007 года).

## Биография
Родился 24 июня 1954 года в Тбилиси, Грузинской ССР. 
В 1976 году успешно завершил обучение на географическом и геологическом факультете Тбилисского государственного университета. С 1976 года осуществлял свою трудовую деятельность в Гидрометеорологическом научно-исследовательском институте Академии наук Грузии. В 1984 году была присвоена ученая степень кандидата географических наук, а в 1991 году — доктора географических наук.
С 1991 года - член постоянной международной комиссии по защите природных вод от загрязнения Международной ассоциации геохимии и космохимии. С 1993 по 1999 годы являлся членом Парламентской ассамблеи Черноморского экономического сотрудничества. С 1995 года имеет членство Грузинского Национального комитета океанографии ЮНЕСКО. В 1994 году избран действительным членом Грузинской академии профилактической медицины и гуманитарных экологических наук. С 1995 года является действительным членом Грузинской академии экологических наук.
Автор 61 научной работы, в том числе целого ряда монографий. Самый высоко значимый его научный труд — «Концептуальные основы государственной политики охраны окружающей среды Грузии».
С 1992 года член Партии зелёных Грузии. С 1995 по 2007 годы был председателем этой партии; с 2007 года — генеральный секретарь. 
С 1992 по 1995 годы являлся депутатом парламента Грузии по партийному списку избирательного блока "Партия зелёных". С 1995 по 1999 годы также был депутатом парламента Грузии 1-го созыва по партийному списку избирательного блока "Союз граждан Грузии". С 2012 по 2016 годы избирался депутатом парламента 5-го созыва по партийному списку избирательного блока "Бидзина Иванишвили - Грузинская мечта", а с 2016 по 2020 годы являлся депутатом парламента 6-го созыва по партийному списку избирательного блока "Грузинская мечта — Демократическая Грузия".
С 1995 по 1999 годы в парламенте работал заместителем председателя Комитета по охране окружающей среды и природных ресурсов. С 2017 по 2020 годы являлся председателем парламентской фракции "Грузинская мечта-зелёные". Лоббировал в парламенте природоохранное законодательство.